# Júlio Maria do Rego Barros
Júlio Maria do Rego Barros, conhecido por Monsenhor Júlio Maria, foi um sacerdote católico, político e professor nascido no Engenho Uruaé, em Pernambuco, no ano de 1856. Filho de uma família aristocrática e influente na região de Goiana, ingressou no seminário de Olinda aos 12 anos, tendo sido vistoriado pelo até então Bispo de Olinda, Dom Vital, que se mostrou complacente a mandá-lo terminar seu seminário na Europa. Recebeu também o aval do Papa Leão XIII para ser consagrado padre aos 22 anos, sendo a idade mínima 25.
Chegou a ser deputado provincial, mas aparentemente sua era mais notória foi como vigário colado na igreja matriz da cidade de Itambé, onde permaneceu sendo padre por 54 anos, de 1988 até 1918.